# Bob Nastanovich
Robert Nastanovich, detto Bob (Rochester, 27 agosto 1967), è un musicista statunitense giunto al successo negli anni novanta come percussionista della band indie rock Pavement.

## Biografia
Nato a Rochester (New York), Nastanovich, con tutta la famiglia, si trasferì diverse volte in altrettante città prima di approdare a Richmond (Virginia) dove, nel 1985, iniziò a frequentare la locale Università. Durante questo periodo fece la conoscenza di David Berman e del futuro compagno di band Stephen Malkmus, assieme ai quali si trasferisce in un piccolo appartamento dove iniziarono a elaborare i primi pezzi che poi, in seguito, verranno ripresi nel progetto Silver Jews. I tre trovano anche lavoro insieme, come disc jockey per la stazione radio del college (la WTJU) e poco più tardi, con l'aggiunta di James McNew (futuro bassista dei Yo La Tengo) e di Gate Pratt, fondano anche una loro band, gli Ectoslavia, un progetto dal sound non molto distante da quello dei primi EP dei Pavement ma con cui non arriveranno a pubblicare alcun disco.
Alla fine degli anni ottanta, Nastanovich, Malkmus e Berman, decisero di trasferirsi a Jersey City dove, Nastanovich, si impiegò in diversi lavori come guardia giurata in alcuni musei (tra cui il Whitney Museum of American Art di New York) o autista di autobus di linea.
Nel 1990 si unì ai Pavement, band che Stephen Malkmus ed il suo amico d'infanzia Scott "Spiral Stairs" Kannberg avevano formato appena un anno prima e dove, Nastanovich, viene inizialmente impiegato nel ruolo assistente a tempo pieno del giovane ed eccentrico batterista Gary Young.
Nel 1992, in occasione del tour promozionale del loro disco di debutto, Slanted and Enchanted, Nastanovich divenne un componente a tutti gli effetti del gruppo ricoprendo il ruolo di percussionista, per poi essere impiegato in molte altre funzioni: l'aggiunta di cori, armonica ed effetti base della tastiera. Con loro, nel corso di una decennale carriera, pubblica cinque album, nove EP e undici singoli, prima della separazione della band, avvenuta nel 1999. Nel 2010 ha partecipato, assieme a tutti i componenti originari, alla momentanea reunion della band.
Contemporaneamente all'attività con i Pavement, Nastanovich ha collaborato anche con i Silver Jews di David Berman, suonando la batteria in diversi spettacoli dal vivo e in due album del gruppo: Starlite Walker, disco di debutto della band, pubblicato nel 1994 e Tanglewood Numbers, quinto album uscito nel 2005. Nel 1994 partecipò alle session di registrazione dell'album 3EPs dei neozelandesi Tall Dwarfs mentre, l'anno dopo, fece parte del progetto Pale Horse Riders, band che si sciolse dopo aver pubblicato solamente un EP (intitolato Vituperate) ed un singolo (On the Bus), entrambi usciti nel 1995.
Dopo la separazione dei Pavement, ha lavorato come tour manager per i concerti da solista del suo amico Stephen Malkmus (con il progetto Stephen Malkmus and the Jicks).
Nastanovich è anche, da sempre, un grande appassionato di corse di cavalli: oltre che allevatore (nella sua attuale residenza di Des Moines, nello Iowa), ha anche lavorato come agente di fantini per Greta Kuntzweiler e Joe Johnson. Attualmente collabora con Equibase, il database ufficiale delle corse di cavalli americane.

## Discografia

### Con i Silver Jews
- 1994 - Starlite Walker
- 2005 - Tanglewood Numbers

### Con i Tall Dwarfs
- 1995 - 3EPs